# شيخ أباد يلمة ساليان (المزرعة الشمالية)
شیخ أباد یلمة سالیان (بالفارسية: شیخ‌آباد یلمه‌سالیان) هي قرية تقع في إيران في قسم المزرعة الشمالیة الريفي. يقدر عدد سكانها بـ 177 نسمة بحسب إحصاء 2016.